# Einradbasketball
Einradbasketball ist ein sportlicher Wettkampf, der mit dem Einrad betrieben wird. Einradbasketball ist somit eine Sparte des Einradfahrens.

## Regeln
Beim Einradbasketball entsprechen die meisten Regeln denen beim bekannten Basketball. Spielfeld, Ball und Spielzeit sind ebenfalls identisch.
Aufgrund der Verwendung von Einrädern gibt es jedoch auch Abweichungen. Da nicht gelaufen, sondern gefahren wird, ist ein Schritt hier einer halben Radumdrehung gleichzusetzen. Man darf also mit dem Ball zwei Radumdrehungen fahren vor dem Pass, oder dem Dribbeln.
Statt „Stehen“ heißt es hier „Pendeln“. Während der Fahrer pendelt, darf er den Ball halten.